# Бурниваль, Микаэль
Жозе́ф Але́н Микаэ́ль Бурнива́ль (фр. Joseph Alain Michaël Bournival; род. 31 мая 1992, Шавиниган, Квебек, Канада) — канадский профессиональный хоккеист, нападающий.

## Карьера
Профессиональную карьеру Микаэль Бурниваль начал в команде Шавинигана, выступающей в QMJHL. В 2010 году был выбран на драфте НХЛ командой «Колорадо Эвеланш»; несколько месяцев спустя «Колорадо» обменяли его в «Монреаль».
В 2012 году «Шавиниган Катарактез» впервые в своей истории стали обладателями Мемориального кубка; Микаэль Бурниваль был капитаном команды победителей. Этот сезон стал для форварда последним в составе «Шавинигана»: 21 ноября 2011 года Микаэль подписал контракт новичка с «Монреалем» и в межсезонье-2012 присоединился к своей новой команде.
После сезона, проведённого в фарм-клубе, в сезоне 2013/14 был вызван в основную команду. 17 октября 2013 года форвард открыл счёт своим голам за «Монреаль», поразив ворота «Коламбуса».

## Карьера в сборной
Микаэль Бурниваль вызывался в юниорскую и молодёжную сборные Канады; в составе молодёжной команды форвард стал обладателем бронзовых медалей чемпионата мира 2012 года.

## Достижения
«Шавиниган Катарактс»:
- обладатель Мемориального кубка

Молодёжная сборная:
- бронзовый призёр чемпионата мира: 2012